# Cinelerra
Cinelerra é um Sistema de edição não-linear livre para o sistema operacional GNU/Linux. É produzido por Heroine Virtual, e é distribuído sobre a GNU General Public License. Cinelerra também inclui um mecanismo de composição de video, possibilitando ao usuário executar operações de composição comuns como keying e mattes.
Cinelerra foi lançado em 1 de Agosto de 2002, e foi baseado numa parte de um produto anterior conhecido como Broadcast 2000. Broadcast 2000 foi retido por Heroine Virtual em Setembro de 2001; Heroine Virtual citou obrigações legais a respeito da abertura do processo pela RIAA e a MPAA e o custo envolvido na produção de vídeo de alta capacidade.
Cinelerra algumas vezes é criticado por requerer muita capacidade do computador para rodar. Seus apoiadores dizem que é um programa profissional e que há programas alternativos para amadores.

## Características Notáveis
Cinelerra inclui suporte a vídeo e audio de alta fidelidade: ele processa audio usando de precisão, e pode trabalhar com espaços de cor tanto em RGBA como YUVA, usando ponto flutuante e representações de unidades em 16-bit, respectivamente. (O "A" em ambos os espaços de cor significam o canal alfa). É independente de resolução e frame rate, ou seja, suporta vídeo em qualquer velocidade e tamanho.
Outras características podem ser encontradas nesta lista de características.

## Interface do Cinelerra
A interface do Cinelerra é similar a outros sistemas não-lineares de edição de vídeo, como Adobe Premiere Pro. De qualquer maneira, por causa de seu mecanismo de composição incluso, pode também ser parecido a softwares de composição como Adobe After Effects ou Shake. Ao usuário são apresentadas quatro telas:
1. a linha do tempo, que dá ao usuário uma visualização baseada no tempo de todas as faixas de vídeo e audio no projeto, bem como dados de keyframe, por exemplo, movimento da camera, efeitos, ou opacidade;
2. o visualizador, que dá ao usuário uma maneira de prever através da sequência;
3. a janela de recursos, que se apresenta ao usuário com uma visualização de todos os recursos de audio e video no projeto, bem como efeitos e transições de audio e vídeo; e
4. o compositor, que se apresenta ao usuário com um visualizador do projeto final como vai ficar quando for renderizado. O compositor é interativo para que o usuário possa ajustar as posições dos objetos do vídeo; ele também atualiza em resposta a entrada do usuário.

A interface do Cinelerra é frequentemente criticada porque não adequa-se ao padrão internacional de usabilidadese (Human Interface Guidelines) do GNOME ou KDE.

## Uso e premiações do Cinelerra
Cinelerra conquistou terreno de muitos entusiastas do GNU/Linux que procuravam por um sistema de edição de vídeo nativo para GNU/Linux. O uso profissional é promovido principalmente por Linux Media Arts, que vende o Cinelerra como parte de um pacote de equipamento e software integrados para produção de vídeo.
No National Association of Broadcasters Electronic Media Show de 2004, Cinelerra foi o vencedor do concurso "MAKING THE CUT" de Bob Turner. O concurso classificou como um dos "melhores e mais excitantes produtos de pós-produção exibidos na convenção" .

## A versão comunitária
Heroine Virtual gera um novo lançamento do Cinelerra semi-anualmente, disponibilizado apenas como código fonte. Qualquer bug e ajuste de usabilidade encontrados e resolvidos pela comunidade são submetidos à Heroine Virtual muitas vezes resultando sem resposta, e é assim até um novo lançamento em onde há algum indicativo que Heroine Virtual incorporou as mudanças. Por causa da falta de sincronização no desenvolvimento e a forma específica de distribuição no lançamento, um grupo de desenvolvedores de código aberto criou sua própria versão do Cinelerra referenciado como Cinelerra-CV (onde CV significa Community Version (Versão Comunitária)).
Cinelerra-CV permite a comunidade contribuir em um repositório aberto onde as mudanças no código estão acessíveis a qualquer um. Existem Listas  de Discussão e um canal IRC onde usuários e desenvolvedores mais experientes podem prover suporte a usuários com pouca experiência, e desenvolvedores podem encontrar discussões técnicas. Cinelerra-CV é também empacotado para muitas distribuições. Também tem um sistema de compilação diferente: bibliotecas do sistema são usadas extensivamente, e as ferramentas autoconf/automake são usadas para configurar o sistema de compilação.
Embora Cinelerra-CV pode tecnicamente ser chamada de fork, o relacionamento entre Heroine Virtual e Cinelerra-CV é particularmente amigável. Heroine Virtual há tempos contribui para muitas discussões na lista de discussões e trabalha em muitas das mudanças que ocorrem no repositório. Heroine Virtual postou a seguinte mensagem no seu website descrevendo o relacionamento:
O que você encontrará aqui é a versão do Cinelerra pela heroinewarrior. É a versão que suporta o que precisamos fazer na Heroine Virtual Ltd. e é a mesma árvore que começou em 1997. Como o tempo passou e novos estudantes vieram do cenário do Linux, novos forks do Cinelerra surgiram, que são mais adaptados para a comunidade, mas que não são o que a Heroine Virtual Ltd. precisa. Hoje você provavelmente achará o fork do cinelerra.org mais útil.
Eles usam certas partes do nosso fork no fork deles, enquanto contribuímos com algo que eles querem, e usamos certas partes que queremos do fork deles no nosso fork.
As versões do Cinelerra-CV seguem as da Heroine Virtual. Depois da Heroine Virtual produzir um lançamento, Cinelerra-CV examina as mudanças introduzidas na nova versão e introduz elas na própria versão. CV é adicionado ao fim do número da versão para indicar que se trata da versão comunitária. (Por exemplo, depois da versão 2.1 ser introduzida na versão CV, é nomeada 2.1CV.)

## Histórico (Proprietário)
| Data                    | Lançamentos |
| 13 de Setembro de 2011  | Cinelerra 2.2 com faixa de audio estendida, configurações padrão melhoradas, suporte para várias linhas de etiquetas e comentários. |
| 7 de Setembro de 2006   | Cinelerra 2.1 migrado para a versão comunitária CVS. (A primeira a usar git (software) e migração multi-pessoal)                    |
| 2 de Julho de 2006      | Cinelerra 2.1 lançado |
| 29 de Setembro de 2005  | Cinelerra 2.0 migrado para a versão comunitária CVS.                                                                                |
| 12 de Setembro de 2005  | Cinelerra 2.0 lançado |
| 18 de Janeiro de 2005   | Cinelerra 1.2.2 migrado para a versão comunitária CVS.                                                                              |
| 10 de Janeiro de 2005   | Cinelerra 1.2.2 lançado |
| 16 de Agosto de 2004    | Cinelerra 1.2.1 migrado para a versão comunitária CVS.                                                                              |
| 8 de Agosto de 2004     | Cinelerra 1.2.1 lançado |
| 11 de Maio de 2004      | Cinelerra 1.2.0 lançado |
| 17 de Fevereiro de 2004 | Cinelerra 1.1.9 migrado para a versão comunitária CVS.                                                                              |
| 11 de Fevereiro de 2004 | Cinelerra 1.1.9 lançado |
| 5 de Outubro de 2003    | Cinelerra 1.1.7 migrado para a versão comunitária CVS.                                                                              |
| 11 de Agosto de 2003    | Cinelerra 1.1.7 lançado |
| 12 de Maio de 2003      | Cinelerra 1.1.6 lançado |
| 29 de Abril de 2003     | Cinelerra 1.1.5 com o "fork" do código na versão comunitária CVS.                                                                   |
| 1 de Agosto de 2002     | Cinelerra 1.0.0 lançado |